# ECM Prague Open
El torneig de Praga, conegut oficialment com a ECM Prague Open, és una competició tennística professional que es disputa sobre terra batuda al I. Czech Lawn Tennis Club de Praga, República Txeca. Pertany als International Tournaments del circuit WTA femení.
Es va crear l'any 1992 però es va interrompre entre els anys 1999 i 2005. Actualment es disputa al mes de juliol. A partir del 2010, el torneig desapareix per motius econòmics.

## Palmarès

### Individual femení
| Any         | Campiona          | Finalista                  | Resultat      |
| ----------- | ----------------- | -------------------------- | ------------- |
| 2010        | Ágnes Szávay      | Barbora Záhlavová-Strýcová | 6−2, 1−6, 6−2 |
| 2009        | Sybille Bammer    | Francesca Schiavone        | 7−6(4), 6−2   |
| 2008        | Vera Zvonariova   | Viktória Azàrenka          | 7−6(2), 6−2   |
| 2007        | Akiko Morigami    | Marion Bartoli             | 6−1, 6−3      |
| 2006        | Shahar Pe'er      | Samantha Stosur            | 4−6, 6−2, 6−1 |
| 2005        | Dinara Safina     | Zuzana Ondrášková          | 7−6(2), 6−3   |
| 2004 - 2000 | No celebrat       | No celebrat                | No celebrat   |
| 1999        | Henrieta Nagyová  | Silvia Farina Elia         | 7−6(2), 6−4   |
| 1998        | Jana Novotná      | Sandrine Testud            | 6−3, 6−0      |
| 1997        | Joannette Kruger  | Marion Maruska             | 6−1, 6−1      |
| 1996        | Ruxandra Dragomir | Patty Schnyder             | 6−2, 3−6, 6−4 |
| 1995        | Julie Halard      | Ludmila Richterová         | 6−4, 6−4      |
| 1994        | Amanda Coetzer    | Åsa Svensson               | 6−1, 7−6(14)  |
| 1993        | Natalia Medvedeva | Meike Babel                | 6−3, 6−2      |
| 1992        | Radka Zrubáková   | Kateřina Šišková           | 6−3, 7−5      |

### Doble femení
| Any         | Campiones                              | Finalistes                                  | Resultat         |
| ----------- | -------------------------------------- | ------------------------------------------- | ---------------- |
| 2010        | Timea Bacsinszky · Tathiana Garbin     | Monica Niculescu · Ágnes Szávay             | 7−5, 7−6(4)      |
| 2009        | Alona Bondarenko · Katerina Bondarenko | Iveta Benešová · Barbora Záhlavová-Strýcová | 6−1, 6−2         |
| 2008        | Andrea Hlaváčková · Lucie Hradecká     | Jill Craybas · Michaëlla Krajicek           | 1−6, 6−3, [10−6] |
| 2007        | Petra Cetkovská · Andrea Hlaváčková    | Ji Chunmei · Sun Shengnan                   | 7−6(7), 6−2      |
| 2006        | Marion Bartoli · Shahar Pe'er          | Ashley Harkleroad · Bethanie Mattek         | 6−4, 6−4         |
| 2005        | Émilie Loit · Nicole Pratt             | Barbora Strýcová · Jelena Kostanić          | 6−7(6), 6−4, 6−4 |
| 2004 - 2000 | No celebrat                            | No celebrat                                 | No celebrat      |
| 1999        | Alexandra Fusai · Nathalie Tauziat     | Květa Peschke · Helena Vildová              | 3−6, 6−2, 6−1    |
| 1998        | Silvia Farina Elia · Karina Habšudová  | Květa Peschke · Michaela Paštiková          | 2−6, 6−1, 6−2    |
| 1997        | Ruxandra Dragomir · Karina Habšudová   | Eva Martincová · Helena Vildová             | 6−1, 5−7, 6−2    |
| 1996        | Karina Habšudová · Helena Suková       | Eva Martincová · Elena Wagner               | 3−6, 6−3, 6−2    |
| 1995        | Chanda Rubin · Linda Wild              | Maria Lindström · Maria Strandlund          | 6−7(3), 6−3, 6−2 |
| 1994        | Amanda Coetzer · Linda Wild            | Kristie Boogert · Laura Golarsa             | 6−4, 3−6, 6−2    |
| 1993        | Inés Gorrochategui · Patricia Tarabini | Laura Golarsa · Caroline Vis                | 6−2, 6−1         |
| 1992        | Karin Kschwendt · Petra Schwarz        | Eva Švíglerová · Noëlle van Lottum          | 6−4, 2−6, 7−5    |